# Armadillidium maculatum
Armadillidium maculatum är en kräftdjursart som beskrevs av Risso 1816. Armadillidium maculatum ingår i släktet Armadillidium och familjen klotgråsuggor. Utöver nominatformen finns också underarten A. m. cingendum.